# Martin Bouygues

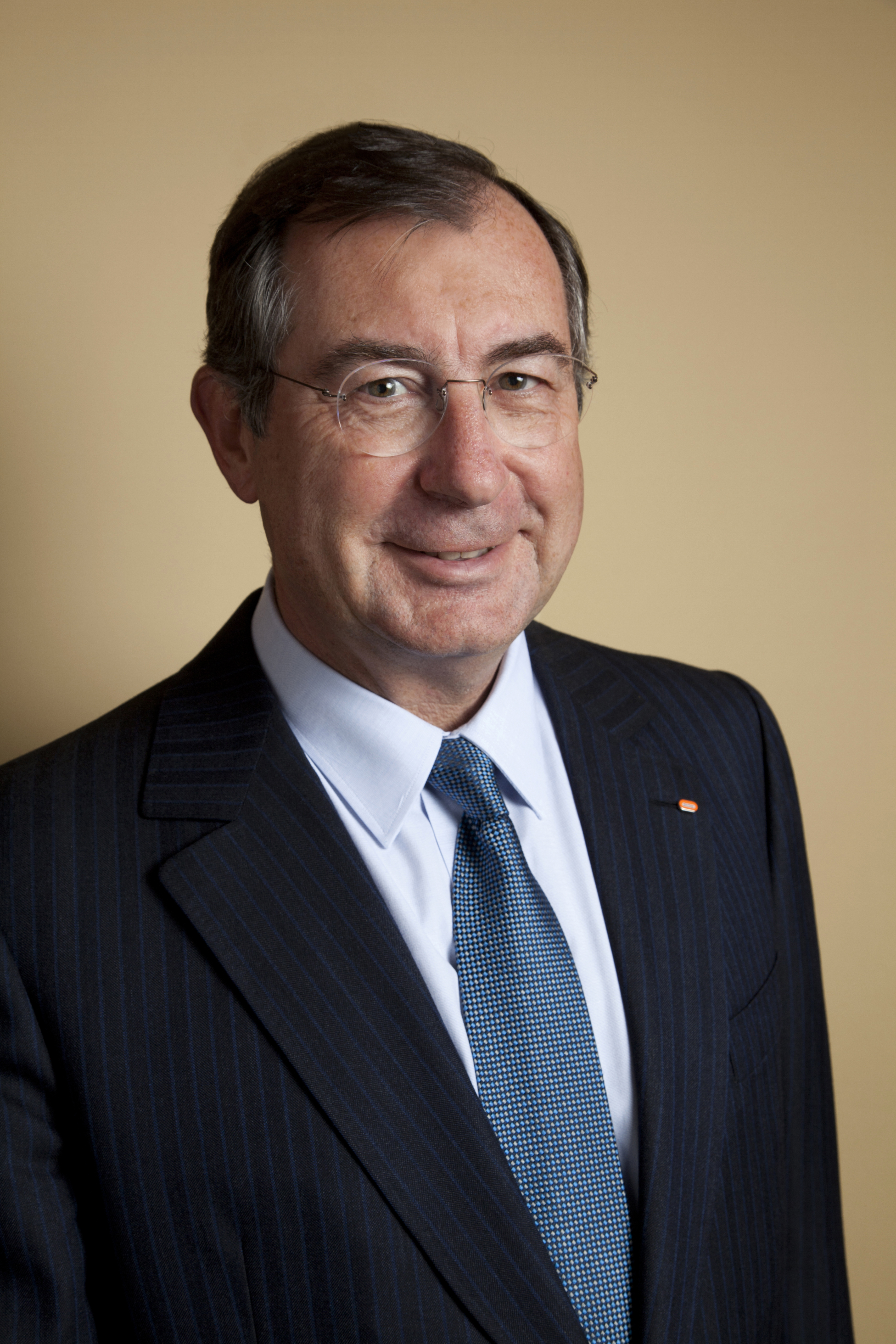
Martin Bouygues, 2014

Martin Bouygues (* 3. Mai 1952 in Suresnes) ist ein französischer Unternehmer.

## Leben
Bouygues ist der Sohn des Bauunternehmers Francis Bouygues. Sein Bruder ist der Unternehmer Olivier Bouygues. Seit 1974 gehört Bouygues dem Familienunternehmen an. Seit September 1989 ist Bouygues als Nachfolger seines Vaters CEO und Vorsitzender des französischen Bauunternehmens Bouygues. Zum Baukonzern gehört unter anderem der französische Fernsehsender TF1.
Bouygues war Trauzeuge des ehemaligen französischen Präsidenten Nicolas Sarkozy und dessen erster Ehefrau Cécilia sowie Pate ihres gemeinsamen Kindes Louis.